# Линетт Скаво
Лине́тт Ска́во — вымышленный персонаж транслировавшегося на канале ABC с 2004 по 2012 год американского комедийно-драматического телесериала «Отчаянные домохозяйки», созданного Марком Черри. Роль Линетт, «разочарованной домохозяйки» с четырьмя детьми от своего мужа-бизнесмена Тома (Дуг Савант), сыграла актриса Фелисити Хаффман. Линетт, бывшая ранее влиятельной бизнес-леди, стремится вернуться к трудовой жизни, безуспешно борясь с повседневными задачами материнства.
В то время как создатель шоу Марк Черри основывал характер Бри Ван де Камп на её подростковых годах, для Линетт основанием стало детство. Среди других актрис, которые утверждают, что проходили прослушивание для этого шоу, — Алекс Кингстон, которой, вероятно, отказали из-за слишком пышных форм. Хаффман за роль Линетт получила премию «Эмми» за лучшую женскую роль в комедийном сериале в 2005 году; также, она была номинирована на премию «Золотой глобус» за лучшую женскую роль в телесериале, мюзикле или комедии с 2005 по 2007 год.

## Сюжетные линии

### Предыстория
Линетт Линдквист была старшей из трёх дочерей, рождённых Стеллой и её мужем мистером Линдквистом. После его смерти у их матери было несколько неприятных и нестабильных парней, а также проблемы с алкоголем. Она также избивала своих детей и заболела раком, когда Линетт было 13 лет. Линетт сказала ей, что это наказание от Бога. Стелла выходит замуж за Гленна Вингфилда, которого обожает Линетт. Через некоторое время Гленн уходит, а Линетт винит мать в том, что она прогнала его на долгое время.
Во время учёбы в Северо-Западном университете, примерно в 1990 году, Линетт познакомилась с Рене Перри, и они стали верными друзьями. Она закончила учёбу и, работая в рекламе, стала «акулой бизнеса» и почти вице-президентом, но в той же компании она встретила Тома Скаво. Он был настолько влюблён в неё, что расстался со своей девушкой Аннабель Фостер. Том и Линетт поженились в 1997 году и в следующем году переехали на Вистерия-лейн. У Линетт и Тома пятеро детей: близнецы Престон и Портер, родившиеся в феврале 1998 года, Паркер, родившийся в ноябре 1998 года,Пенни, родившаяся в 2004 году, а также дочь Пейдж. У неё была очень успешная карьера, но она бросила все это, чтобы стать матерью-домохозяйкой.
В 1998 году Скаво встретилась с Мэри Элис Янг, Бри Ван де Камп и Сьюзен Майер, а в 2003 году с Габриэль Солис. После недолгого и тяжёлого первого впечатления о Габи все четыре женщины приняли экс-модель как друга.

### Сезон 1
В начале сериала Линетт близка к переломному моменту: она застряла дома одна с четырьмя детьми на вот уже 6 лет. Муж постоянно в командировках или на работе. Линетт изо всех сил пытается справиться со своими четырьмя детьми, пока Престону и Портеру не прописывают лекарства от СДВГ (синдром дефицита внимания и гиперактивности). Линетт решает не лечить их лекарствами и начинает принимать лекарства сама, чтобы у неё было больше энергии для изготовления костюмов для школьного спектакля. Поняв, что у неё зависимость, Линетт удаётся перестать принимать таблетки после того, как они с Томом нанимают няню. К сожалению, няня не задерживается надолго, так как слишком часто привлекает внимание Тома. Её проблемы усугубляются, когда Том говорит ей, что ему предложили выгодное повышение по службе, из-за которого он будет чаще отсутствовать дома, но он отказался обсуждать это с ней, поэтому она следит за тем, чтобы его босс не предлагал ему повышение. Когда Том узнаёт о том, что сделала Линетт, он увольняется с работы и в финале сезона сообщает ей, что она вернётся к работе. У Линетт также проблемы с бывшей девушкой Тома, Аннабель Фостер. Она разговаривает с руководителем своей старой фирмы и фирмы Тома, чтобы нанять его вице-президентом фирмы, что она охотно делает. Когда Том узнаёт, что сделала Линетт, он прощает её и решает стать отцом-домохозяином, поэтому ей приходится вернуться на работу и стать кормильцем семьи.

### Сезон 2
Линетт устраивается на работу в рекламное агентство и большую часть сезона сталкивается с препятствиями на работе и с коллегами. Стю, неуклюжий секретарь агентства, добр к Линетт, часто оказывает ей услуги или помогает в трудных ситуациях. Нина — «босс из ада»; подлый, эгоцентричный и невротический. Она доставляет Линетт много проблем и утомляет её работой. Эд Феррара, босс, на первый взгляд крутой парень, но из-за его ошибок Тома увольняют после того, как он какое-то время работал с ней в агентстве. Линетт также даёт показания в защиту Бри, когда её обвиняют в жестоком обращении с детьми, но заставляет Бри понять, что у неё проблемы с алкоголем. В конце сезона Линетт думает, что Том ей изменяет, но обнаруживает, что у Тома есть ещё один ребёнок — результат однодневной связи до того, как он встретил Линетт, — дочь Кайла Хантингтон. Она и её мать, Нора Хантингтон, используют алименты, полученные от Тома, чтобы переехать в Фэрвью, чтобы Кайла могла познакомиться со своим отцом, мачехой и сводными братьями и сёстрами.

### 3 сезон
Линетт с трудом приспосабливается к тому, что рядом Нора и Кайла, но старается изо всех сил. Линетт узнаёт, что Нора хочет вернуть Тома, и предупреждает её, чтобы она держалась на расстоянии. Когда Нора решает покинуть город вместе с Кайлой, Линетт и Том подают в суд на опеку. Однако дата суда становится ненужной, когда Нора и Линетт становятся заложниками в супермаркете Кэролин Бигсби — Нора застрелена во время противостояния. Пока Нора умирает, Линетт клянётся всегда заботиться о Кайле. Линетт ранена в руку, но выживает. Линетт и Кайла изо всех сил пытаются ладить, поскольку Кайла винит Линетт в смерти её матери. Когда безработный Том реализует свою мечту всей жизни — открыть пиццерию, Линетт пытается его поддержать. Когда из-за травмы спины Том прикован к постели, а Линетт несёт полную ответственность за работу ресторана, Линетт нанимает менеджера Рика, к которому у неё быстро развиваются романтические чувства. Том, ревнивый и подозрительный, требует, чтобы Рик покинул бизнес, но Рик отказывается. Когда он признаётся Линетт, что она ему нравится, она увольняет его, твёрдо утверждая, что её семья важнее, чем её бизнес. После неприятного падения с кровати, Линетт проходит компьютерную томографию, которая обнаруживает опухшие лимфатические узлы. В финале сезона Линетт сообщает своей сестре Люси, что у неё диагностировали лимфому Ходжкина, и просит у неё ссуду. Люси сочувствует, но не может помочь, поскольку её муж только что потерял работу. Том занимает деньги у матери Линетт, Стеллы Вингфилд, к большому огорчению жены. Стелла сообщает Линетт, что переезжает, чтобы помочь семье, пока Линетт борется с раком.

### 4 сезон
Во время химиотерапии Линетт носит парики, чтобы скрыть свою болезнь и избежать жалости друзей и соседей. Когда она наконец признаётся, её друзья шокированы, но всячески её поддерживают. В приступе досады из-за того, что ей подали пирожные с марихуаной, Линетт решает, что Стелле пора съехать. Хотя вскоре она передумала и просит мать остаться, Стелла разочарована и покидает дом Скаво. Когда Линетт узнаёт, что Гленн бросил Стеллу, потому что он гей, она говорит матери, что ценит время, которое они провели вместе. Стелла, не желая портить счастливые воспоминания, решает не возвращаться и переезжает к Гленну. Некоторое время спустя торнадо угрожает Фэрвью, и Линетт уговаривает свою пожилую соседку Карен Маккласки позволить Скаво укрыться в её подвале. К ним присоединяются Ида Гринберг и её кот, но Том, у которого аллергия на кошек, начинает с трудом дышать. Линетт пытается украсть кошку из убежища, и Карен следует за ней в ураган. Когда обрушивается торнадо, Карен и Линетт вынуждены укрыться в ванне в доме Скаво. После торнадо Линетт и Карен находят дом Маккласки в руинах. Семья Линетт в безопасности, но только потому, что Ида Гринберг умерла, чтобы спасти их. Кайла начинает проявлять неуважительное поведение, которое достигает кульминации, когда Линетт даёт ей пощёчину за угрозы Пенни. Кайла мстит, обжигая себя щипцами для завивки и обвиняя арестованную Линетт. Находясь в тюрьме, Линетт рассказывает Тому, что сделала Кайла. Когда Кайла признаётся, что солгала, Том отправляет её жить к бабушке и дедушке. Ему грустно отсылать её, но со временем семья (и брак Тома и Линетт) оправляется от напряжения, возникшего в ней из-за Кайлы.

### 5 сезон
После пятилетнего скачка во времени, Том и Линетт всё ещё управляют пиццерией, и у них проблемы с сыновьями-близнецами, которые теперь уже подростки. У Тома кризис среднего возраста: он часто встаёт на сторону своих непослушных сыновей и создаёт музыкальную группу с другими соседскими мужьями, — всё это к раздражению жены.
Линетт и Том обнаруживают, что у Портера роман с Энн Шиллинг, пожилой замужней женщиной. Энн сообщает Портеру, что рожает от него ребёнка, после чего они вместе планируют сбежать. Когда Линетт рассказывает Энн о её романе с Портером, их подслушивает жестокий муж Анны Уоррен. Когда позже Линетт обнаруживает, что Уоррен жестоко избивает Энн, Уоррен насмешливо предлагает женщинам позвонить в полицию, потому что Энн виновна в изнасиловании, предусмотренном законом. В тот вечер, когда группа Тома даёт концерт в ночном клубе Уоррена, Портер и Уоррен ссорятся, но снова вмешивается Линетт. Она обвиняет Уоррена в избиении женщин и детей. Уоррен запирает двери, а когда Дэйв Уильямс поджигает клуб, это вызывает панику. Посетители клуба убегают через окно, но Уоррен винит в пожаре Портера. Портер арестован и выпущен под залог. Линетт платит Энн за то, чтобы она уехала из города без Уоррена, и просит, чтобы её уведомили, когда родится ребёнок. Энн признаётся, что ребёнка нет. После того, как Уоррен угрожает его жизни, Портер выходит из-под залога и уезжает из города. Том и Линетт заставляют Престона выдать себя за Портера в суде. Когда его обнаруживают прячущимся в доме престарелых своей бабушки, Портер возвращается, и обвинения снимаются. К сожалению, юридические счёта и выплата в адрес Энн оставили Скаво разорёнными, и Том был вынужден продать пиццерию.
Линетт возвращается к работе, работая на Карлоса Солиса. В финале Линетт начинает плохо себя чувствовать и опасается, что у неё активная стадия рака, хотя она беременна ещё одной парой близнецов.

### 6 сезон
В первом триместре Линетт расстроена перспективой рождения близнецов на столь позднем этапе жизни и боится, что она их не полюбит. Она скрывает свою беременность от своего босса Карлоса, чтобы не ставить под угрозу своё продвижение по службе. Габриель вскоре узнаёт правду и злится на Линетт за то, что та поставила на карту будущее компании Карлоса. Она не рассказывает Карлосу, хотя Линетт думала, что расскажет, поэтому раскрывает ему свой секрет без ведома. Он говорит ей, что у неё есть выбор: переехать в Майами или уйти. Затем он даёт ей огромный объём работы на одну ночь, но когда Линетт вместо этого посещает рождественский конкурс своей дочери, Карлос впоследствии увольняет её. Дружба Линетт и Габи становится натянутой, но восстанавливается, когда Линетт спасает Селию Солис от удара самолёта, разбившегося на Вистерия-лейн. После крушения Линетт испытывает боль и понимает, что с младенцами что-то не так. Её врач обнаруживает, что одному из близнецов необходима операция по поводу кровообращения. Находясь без сознания, Линетт мечтает о жизненной борьбе с ребёнком-инвалидом. Сон заканчивается выпускным экзаменом её сына-инвалида, где он благодарит её за то, что она всегда бросала ему вызов. Когда она просыпается, Том говорит ей, что больной ребёнок умер, но другой выжил. Несмотря на её предыдущее нежелание вообще иметь этих близнецов, Линетт рыдает о своём потерянном ребёнке. Ей трудно справиться со своим горем, пока Том не предлагает ей остаться дома с дочерью после её рождения.
Позже в этом сезоне Престон возвращается из Европы с россиянкой по имени Ирина. Линетт проводит расследование и узнаёт, что Ирина — «золотоискательница» и проститутка, но Ирину убивает таинственный Душитель из Фэйрвью. Она приглашает проблемного подростка Эдди Орлофски жить с её семьёй, не подозревая, что он и есть Душитель из Фэрвью. Эдди защищает Линетт, нападает на Портера и почти нападает на Тома, когда каждый из них обращается с ней таким образом, что Эдди считает это неуважительным. Том и Линетт соглашаются, что Эдди должен обратиться к терапевту. Терапевт предполагает, что прогресс Эдди улучшится, если его мать будет сопровождать его на терапию. Однако никто не открывает дверь в доме Эдди, хотя машина его матери всё ещё находится там, и у Линетт возникают подозрения. Когда она узнаёт, что Ирина и мать Эдди были найдены мёртвыми, она противостоит Эдди в его доме, и он запирает её внутри. Поскольку её жизнь зависит от милости Эдди, у Линетт начались схватки. С помощью Эдди она рожает дочь Пейдж. Эдди пытается бежать, но Линетт умоляет его сдаться, говоря, что она была бы горда иметь такого сына, как он. Эдди просит Линетт сделать это за него. Линетт соглашается, позволяя ему подержать ребёнка, пока она набирает 911.

### 7 сезон
Когда Том воспитывает новорождённую дочь Пейдж, у него диагностируют мужскую послеродовую депрессию. Линетт приглашает свою бывшую соседку по комнате в колледже Рене Перри остаться, когда узнаёт о продолжающемся разводе. Но она удивлена тем, что Рене серьёзно относится к диагнозу Тома. Рене (которая всё ещё живёт в доме Скаво) предупреждает Линетт, что ей следует более серьёзно относиться к опасениям Тома, но Линетт игнорирует это. Линетт особенно злится, когда узнаёт, что Том доверял Рене, выслушивая его проблемы, а Линетт этого не делала. Однажды вечером Линетт узнаёт, что они пошли на ужин, но оставила ей сообщение, чтобы она присоединилась к ним, если захочет. Разгневанная Линетт встречает их в ресторане, когда они обсуждают пренебрежительное поведение Линетт по отношению к Тому. Линетт отводит Рене в сторону и говорит ей, что неуместно быть так близко к Тому, и требует, чтобы их нынешняя дружба была смягчена. Той ночью Линетт понимает, что ей нужно чаще быть рядом со своим мужем, и они решают просто поговорить друг с другом, а не заниматься любовью, тем самым добиваясь прогресса в своём браке. Позже Рене извиняется перед Линетт, получает прощение и сообщает, что только что купила бывший дом Эди Бритт на Вистерия-лейн. Линетт сомневается в этой идее, но, тем не менее, счастлива. Наедине Том предупреждает Рене, что для неё может быть плохой идеей быть их соседкой, потому что он боится, что Линетт может узнать о «чём-то, что произошло» между ним и Рене несколько лет назад.
Линетт и Рене начинают новый бизнес по дизайну интерьеров после небольшого уговаривания Рене. Рене предлагает нанять Сьюзен в качестве няни Линетт. Линетт сопротивляется, но в конце концов соглашается. В конце концов, Линетт утешает Сьюзен, когда она чувствует себя плохо из-за того, что не так финансово стабильна, как её друзья. Майк устроился на работу на Аляске, и Сьюзен принимает предложение Линетт стать няней малышки Пейдж, хотя она думала, что её наняли для работы в новом бизнесе Линетт и Рене. Она подслушивает нового клиента Линетт и Рене и предлагает ей попросить дочь нарисовать на стене её любимых персонажей. Женщине нравится идея Сьюзен. Рене злится на Сьюзен, а Линетт задаётся вопросом, почему её подруга ведёт себя странно. В конце концов Сьюзен признаётся, что считает, что работа няни ниже её достоинства, и ей стыдно быть бедным человеком в своей группе друзей. Линетт утешает её, говоря, что деньги не могут изменить то, как она выглядит в их глазах. Показано, что Линетт не уверена в своём браке, когда Том жалуется, что она никогда не «разговаривает о нём» со своими друзьями. Она признаётся ему, что это потому, что она считает, что он настолько идеален, что она не заслуживает быть с ним. Он говорит ей, что она из тех людей, которые до сих пор плачет, когда их последний ребёнок вырастает из комбинезона, даже после того, как вырастил ещё четырёх детей. Линетт узнаёт, что 20 лет назад у Рене и Тома была связь на одну ночь, что произошло сразу после того, как Том и Линетт обручились, и она была в гостях у своих родителей (у них был перерыв). Ей это не нравится, и она, конечно, расстроена, но хранит молчание и вместо этого в качестве расплаты начинает серию розыгрышей против Тома. Когда Рене узнаёт, чем занимается Линетт, она рассказывает об этом Тому. Том противостоит Линетт и сообщает ей, что хотел рассказать ей о Рене, но у него никогда не было подходящего времени для этого, потому что он не хотел разрушать их прекрасную совместную жизнь. Затем Линетт прощает Тома.
Том получает новую работу, которая приносит хороший доход, и Рене призывает Линетт тратить деньги более свободно, но также предупреждает её, что Том будет проводить больше времени вдали от дома. Линетт пытается соблазнить Тома в самолёте, но он настаивает, что ему слишком нравится его работа. Когда Том посещает конференцию, Линетт расстраивается из-за того, что она не может присутствовать ни на одном из мероприятий, потому что она всего лишь жена, вынужденная проводить время в спа и других мероприятиях с другими жёнами. Она пытается побудить их бороться за своё равенство, но они все довольны тем, что не занимаются бизнесом. Линетт крадёт удостоверение личности одной женщины, чтобы присутствовать на выступлении, но обнаруживает, что она знает личность основного докладчика. Вернувшись домой, Рене наблюдает, как Том и Линетт спорят, Том резко замечает, что после стольких лет поддержки Линетт ему больно, что она не сделает того же для него. Линетт жалуется Рене, но та отвечает, что Линетт должна выбрать, быть ей хорошей женой или нет. Том нанимает дуэт, чтобы украсить свой офис в стиле высокомерного босса, но Линетт накладывает вето, так как считает, что это ему не подходит. Рене отменяет её решение предоставить Тому офис, который он хочет. Линетт спорит с Томом о том, что на самом деле это не он, но он возражает, что именно таким он должен быть, чтобы добиться успеха, и что Линетт нужно перестать думать о нём как о мягком человеке, которым он был дома последние несколько лет.
Когда Том решает забронировать роскошный отпуск для семьи и объявляет об этом, Линетт раздражается и спрашивает Тома, почему он не посоветовался с ней об этом первым (поскольку она уже сообщила ему несколько недель назад, что уже запланировала поездку). Затем они рассказывают детям, что, по их мнению, является лучшим праздником, что приводит к ещё одной драке между ними; однако на этот раз они оскорбляют друг друга. Линетт называет Тома «Напыщенной задницей», а Том называет Линетт «Бешеной сукой», оставляя их решить, что только им нужно провести отпуск вместе. Праздник складывается неудачно, отношения портятся и становятся крайне неловкими. Когда они возвращаются домой, Том заставляет Линетт поверить, что он проведёт некоторое время в квартире рядом со своим рабочим офисом. Прежде чем Линетт идёт на уличный званый обед, Пенни сообщает ей, что Том оставил ей записку. Линетт удивлена и обнаруживает, что распакованного чемодана Тома для отпуска нет в спальне, что убеждает её, что Том её оставил. Рассказав Сьюзен, что она думала, что Том её бросил, Линетт заходит в свой дом и находит Тома, нарезающего ингредиенты для салата. Он говорит Линетт, что пошёл только купить ингредиенты. Линетт спрашивает его, почему ему потребовалось два часа, в результате чего Том рассказывает, что он ушёл, но вернулся, когда посчитал, что Линетт придётся солгать своим друзьям на званом обеде о том, где был Том. Они некоторое время разговаривают, и Линетт признаётся, что, когда она подумала, что Том ушёл, она почувствовала облегчение, что привело к тому, что пара наконец решила расстаться.
В тот же вечер, когда Линетт решает расстаться с Томом, она вместе с Бри и Сьюзен входит в гостиную Габи и обнаруживает, что Карлос убил Алехандро, отчима Габи. Четыре женщины соглашаются скрыть убийство, чтобы защитить Карлоса, помещая тело в деревянный ящик, который использовался как стол на вечернем званом обеде.

### 8 сезон
Линетт не только страдает от убийства, но и переживает тяжёлые времена из-за разлуки с Томом. Сначала она не хочет рассказывать об этом детям, но после того, как она провела одну ночь с Томом, он сам решает рассказать им. Затем они спорят из-за того, что Том позволяет детям иметь всё, что они хотят, что делает Линетт плохим человеком, который всегда говорит «Нет». Линетт разговаривает с Томом о том, чтобы записаться на терапию для пар, чтобы попытаться исцелить их отношения. Однако после того, как Рене заметила, что Том в последнее время заботится о себе (умно одевается и тренируется) и подозревает, что он с кем-то встречается, Линетт начинает беспокоиться. Она ходит на урок физкультуры с Рене, чтобы шпионить за тренером, с которым, по её мнению, встречается Том, но понимает, что на самом деле он встречается с матерью женщины, Джейн, оставляя Линетт опустошённой. В ужасе от того, что произойдёт с её детьми, если её поймает Чак, Линетт признаётся Тому в своей тайне, когда он собирается уехать в Париж с Джейн. Он решает не уходить, оставив свои отношения под угрозой, из-за чего он злится на Линетт. Затем Линетт переживает из-за того, что ему приходится остаться ради неё, поскольку он думает, что она может быть «той самой». Затем Линетт говорит ему поехать в Париж. Это заставляет Линетт самой попытаться поэкспериментировать с новыми свиданиями и встречает нового мужчину, который, кажется, очень ей нравится. Наконец она спит с парикмахером Рене и уходит, хотя сначала плачет во время секса. Она вместе со своими друзьями наконец узнаёт, что Бри пыталась покончить жизнь самоубийством из-за них, и после того, как Бри отвергла их, у неё не было слов. Пока Линетт привыкает к одинокой жизни, Портер и Престон возвращаются домой, нуждаясь в жильё после потери квартиры. Линетт уже измотана, когда узнаёт, что Портер — отец ребёнка Джули Майер, что делает Сьюзен и Линетт бабушками.
Её соперничество с Джейн становится ещё более ожесточённым на вечеринке по случаю дня рождения Пенни, когда они постоянно пытаются превзойти друг друга. Её мир ещё больше потрясён, когда Джейн объявляет, что они с Томом будут жить вместе. Линетт опустошена ещё больше, когда Том предлагает им обратиться к адвокату по поводу развода. Позже Джейн пытается помириться с Линетт, но затем начинает давиться закуской. Линетт не решается помочь Джейн, но в конце концов приходит ей на помощь и спасает её. Однако Джейн встревожена тем, что Линетт думает о таком поступке, а не верит, что она думала позволить Джейн умереть. Затем, в день похорон Майка Дельфино, Том и Линетт утешают друг друга, а Джейн наблюдает за ними. Появляются искры их брака, и, сидя на службе, Линетт вспоминает тот день, когда Том уехал. Майк пытается понять, почему Линетт не борется за свой брак. Затем он показывает, что все в округе знают, что она и Том принадлежат друг другу. Это воспоминание, наконец, заставляет Линетт принять решение бороться за свой брак, вернуть Тома и разорвать его роман с Джейн. В серии «Так мало, чтобы быть уверенным» Линетт и Том официально подписывают документы о разводе, прекращающие их брак. Когда Линетт слышит, что Том не подал документы, она полна надежды, но, увидев, как Том и Джейн целуются в офисе, она соглашается на свидание с боссом Тома. Поначалу всё идёт хорошо, но когда он планирует отправить Тома в Индию, Линетт прерывает это. Босс сардонически оскорбляет Линетт перед Томом за то, что она зациклена на другом мужчине, и после оскорблений в её адрес, Том бьёт его кулаком. Он и Джейн спорят, понимая, что Том всё ещё любит Линетт, и они расстаются. Том идёт навестить Линетт, но видит, как она обнимает Ли, и (не видя, кто это) думает, что Линетт ушла от него. Он говорит ей, что подаёт заявление, но в более позднем разговоре они понимают, как сильно любят друг друга, и мирятся.
Кэтрин Мэйфейр возвращается на Вистерия-лейн, предлагая Линетт работу в её новой продовольственной компании. Линетт не хочет этого, поскольку они с Томом снова вместе, но хочет проявить себя. Поначалу озадаченный, Том даёт Линетт понять, что поддержит её, несмотря ни на что. В последние моменты сериала выясняется, что они переезжают в Нью-Йорк, Линетт становится успешной бизнес-леди и в конечном итоге присматривает за шестью внуками.
В финале Джули рожает Портеру дочь, внучку Скаво.

## Создание и кастинг
Создатель сериала Марк Черри частично основал Линетт на образе своей матери Марты, которая была подавленной матерью.
В 2019 году Ева Лонгория написала письмо, в котором утверждала, что над ней издевались на съёмках «Отчаянных домохозяек» и что именно Хаффман помогла ей, сказав «хулигану» оставить её в покое, и это прекратилось: «Фелисити чувствовала, что меня пронизывает тревога, хотя я никогда никому не жаловалась и не упоминала о насилии».

## Приём
Вместе с коллегами по фильму Марсией Кросс и Тери Хэтчер, Хаффман была номинирована на премию «Золотой глобус» за лучшую роль актрисы в телевизионном комедийном сериале в 2005 году. Она проиграла Хэтчер.
Рецензируя первый сезон, Триша Мэйс написала, что Линетт была «возможно, тем человеком, за которого мы болеем больше всего». Мэйс цитирует сюжетные линии Линетт с её детьми как доказательство того, что Черри «признаёт, что каждую мать в какой-то момент доводили до крайности её дети». Брук Джонсон призналась, что, хотя Бри была её любимой из четырёх домохозяек, она была ближе к Линетт, которую она называла «классическим изображением подавленной жены» с «интригующим аспектом» сопротивления. В обзоре второго сезона Джеймс О’Нил пошутил: «Если Марсия Кросс была настоящей звездой первого сезона, то на этот раз действительно сияет Фелисити Хаффман». Признав, что её рассказы «действительно требуют времени, чтобы начаться», О’Нил был привлечён сюжетом совместной работы Линетт и Тома.
Screen Rant поставил Линетт на 7-е место среди лучших персонажей «Отчаянных домохозяек», написав, что она «определённо милее и интереснее для просмотра, чем Эди», а не «всегда самый симпатичный персонаж».